# Broniszów Kożuchowski
Broniszów Kożuchowski – dawny przystanek osobowy w Broniszowie, w gminie Kożuchów, w powiecie nowosolskim, w woj. lubuskim, w Polsce. Została otwarta w 1911 roku przez KGS. W 1945 roku nastąpiło jego zamknięcie, a w 1949 roku likwidacja. Znajdował się na trasie kolei szprotawskiej.